# The Third Album/Sister Lovers
Az 1978-as Third (1985 óta Sister Lovers címmel) a Big Star harmadik nagylemeze. Szerepel az 1001 lemez, amit hallanod kell, mielőtt meghalsz című könyvben.

## Az album dalai
| 1. | Stroke It Noel    | Alex Chilton  | 2:04 |
| 2. | For You           | Jody Stephens | 2:41 |
| 3. | Kizza Me          | Alex Chilton  | 2:44 |
| 4. | You Can't Have Me | Alex Chilton  | 3:11 |
| 5. | Nightime          | Alex Chilton  | 2:53 |
| 6. | Blue Moon         | Alex Chilton  | 2:06 |
| 7. | Take Care         | Alex Chilton  | 2:46 |

| 1. | Jesus Christ      | Alex Chilton | 2:37 |
| 2. | Femme Fatale      | Lou Reed     | 3:28 |
| 3. | O, Dana           | Alex Chilton | 2:34 |
| 4. | Big Black Car     | Alex Chilton | 3:35 |
| 5. | Holocaust         | Alex Chilton | 3:47 |
| 6. | Kanga Roo         | Alex Chilton | 3:46 |
| 7. | Thank You Friends | Alex Chilton | 3:05 |

## Közreműködők
- Alex Chilton – ének, gitár, billentyű
- Jody Stephens – dob, ének

### További zenészek
- Lesa Aldridge – ének
- Lee Baker – gitár
- Jim Dickinson – basszusgitár, dob, mellotron
- Steve Cropper – gitár
- Richard Rosebrough – dob
- William Murphey – basszusgitár
- Tarp Tarrant – dob
- Jimmy Stephens – basszusgitár
- Tommy Cathey – basszusgitár
- Tommy McClure – basszusguitár
- Carl Marsh – nádnyelves és fafúvós hangszerek, szintetizátor, vonósok hangszerelése